# サクランボ

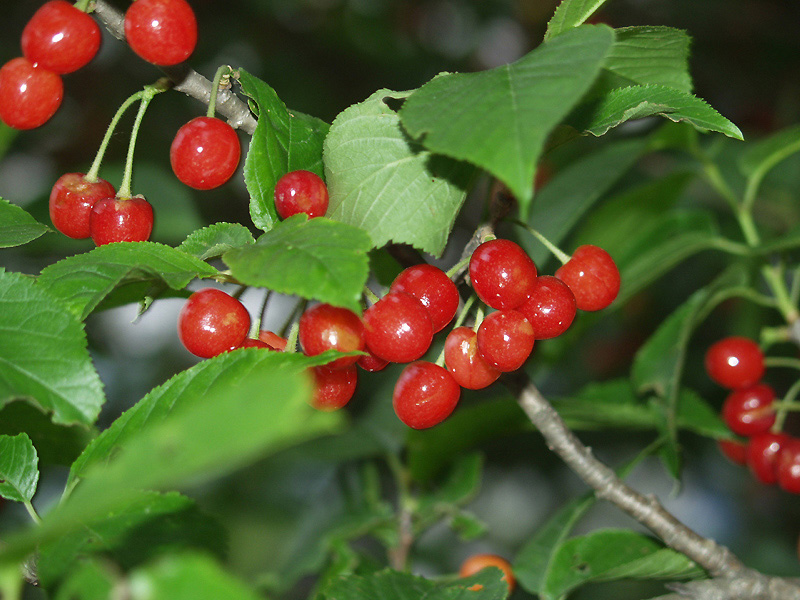
サクランボ（桜桃）

サクランボ（桜ん坊）または桜桃（おうとう）は、バラ科サクラ属サクラ亜属の果樹であるミザクラ（実桜）類の果実。食用され、旬は初夏の6 - 7月ごろ。サクラの果実の中でも、セイヨウミザクラ（西洋実桜）を通称サクランボとよんでいる。

## 概要
生産者は桜桃と呼ぶことが多く、商品化され店頭に並んだものはサクランボと呼ばれる。サクランボは、桜の実という意味の「桜の坊」の「の」が撥音便となり語末が短母音化ものである。
花を鑑賞する品種のサクラは実は大きくならない。果樹であるミザクラには東洋系とヨーロッパ系とがあり、日本で栽培される大半はヨーロッパ系である。品種数は非常に多く1000種を超えるとされている。
果実は丸みを帯びた赤い実が多く、中に種子が1つある核果類に分類される。品種によって黄白色や葡萄の巨峰のように赤黒い色で紫がかったものもある。生食用にされるのは甘果桜桃の果実であり、日本で食されるサクランボもこれに属する。その他調理用には酸味が強い酸果桜桃の果実が使われる。
ほとんどの甘果桜桃は自家不和合性があり、他家受粉が必要である。受粉には最低限自家不和合性遺伝子型（S遺伝子型）が異なる必要があり、異なる品種なら何でも良いというわけではない。ごくわずかだが自家結実する品種もある。一方、酸果桜桃は全ての品種に自家和合性がある。
栄養価は、ビタミンC、カリウム、葉酸が比較的多く、リンゴ酸、クエン酸、ブドウ糖、果糖なども含んでいる。

## 歴史
サクランボは有史以前から食べられていた。セイヨウミザクラ（甘果桜桃、Prunus avium）はイラン北部からヨーロッパ西部にかけて自生していた。また別の種であるスミミザクラ（酸果桜桃、Prunus cerasus）の原産地はアジア西部のトルコあたりである。
原産地の推定は、1世紀の古代ローマの博物学者プリニウスが著書博物誌に書いた説明に基づく。これによると、古代ローマの執政官ルクッルスが第三次ミトリダテス戦争で黒海南岸のケラソス（Kerasos、現在のトルコギレスン (Giresun) ）近くに駐屯した際、サクランボの木を見つけ、ローマに持ち帰ったという。サクランボの木が属するサクラ亜属の学名Cerasusは、ケラソスのラテン語表記である。なお、逆にサクランボにちなんで町の名が付けられた可能性もある。
ただし、イギリスで青銅器時代のサクランボの種が発掘されていることから、19世紀のスイスの植物学者アルフォンス・ド・カンドル (en) は、ルクッルスがコーカサスから持ち帰ったのは、セイヨウミザクラの一栽培品種だったとの仮説を述べている。
この2品種は黒海沿岸からヨーロッパ諸国へ伝わり、特にイギリス・フランス・ドイツで普及した。名称がノルマン人によってシェリーズ (cherise) となり、イングランドに渡ってシェリー (chery) となり、英語のcherryになったといわれている。16世紀ごろから本格的に栽培されるようになり、17世紀にはアメリカ大陸に伝えられた。
一方、中国には昔から華北・華中を中心に、カラミザクラ（シナノミザクラ、支那桜桃、 Prunus pseudocerasus）がある。桃に似ている果物だが小さく、口に含んで食べる（1個丸ごと口に入れられる）ことから一名を含桃といい、漢の時代に編纂された礼記『月令』の仲夏（旧暦5月）の条に「是月也，天子乃以雛嘗黍，羞以含桃，先薦寢廟」との記述がある。江戸時代に清から日本に伝えられ、西日本でわずかに栽培されている。これは、材が家具、彫刻などに使われる。暖地桜桃ともよばれる。「桜桃」という名称は中国から伝えられたものである。
セイヨウミザクラが日本に伝えられたのは明治初期で、ドイツ人のガルトネルによって北海道に植えられたのが始まりだとされる。その後、北海道や山形県を初めとする東北地方に広がり、各地で改良が重ねられた。

## 品種

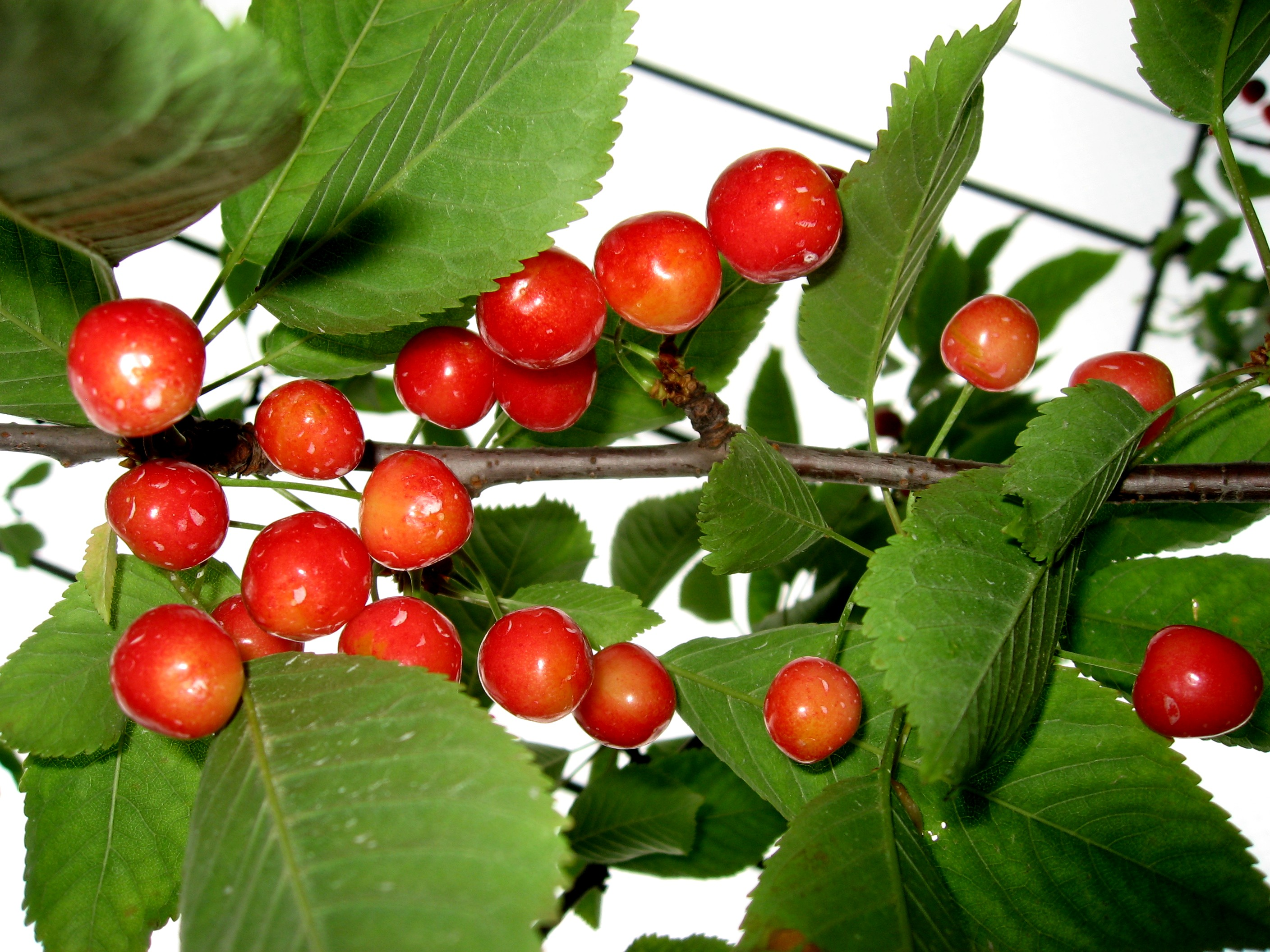
高砂

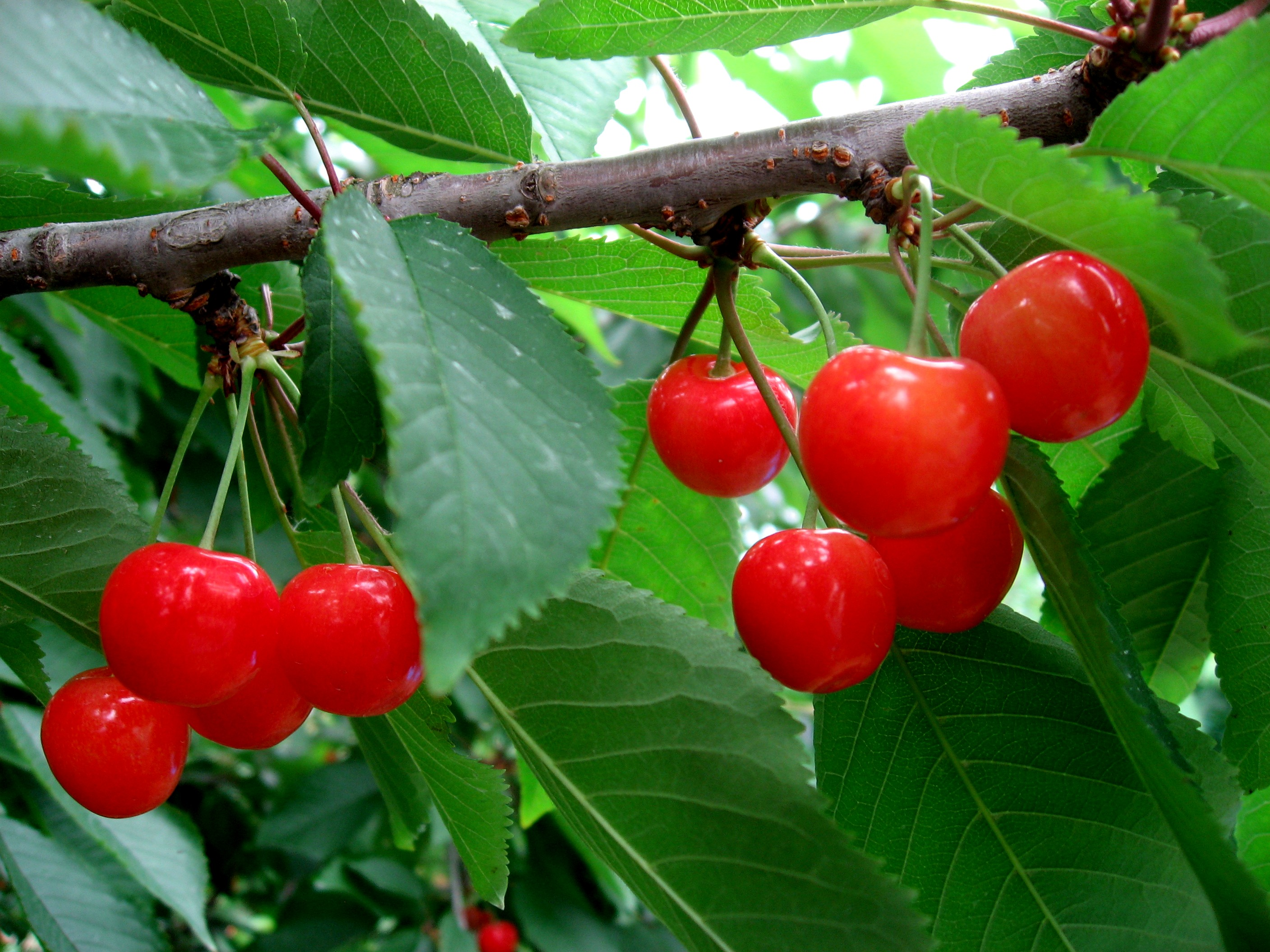
佐藤錦

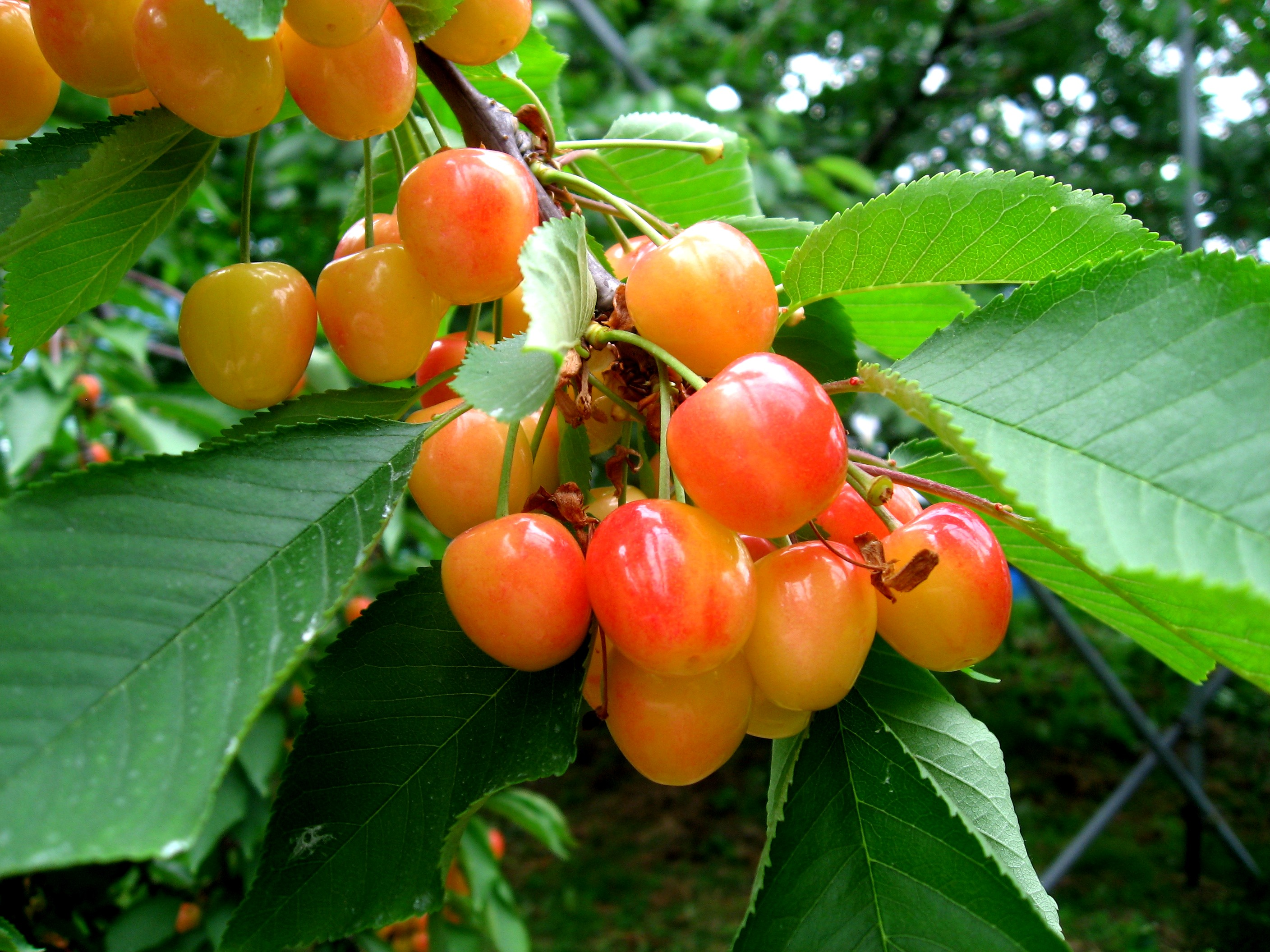
ナポレオン

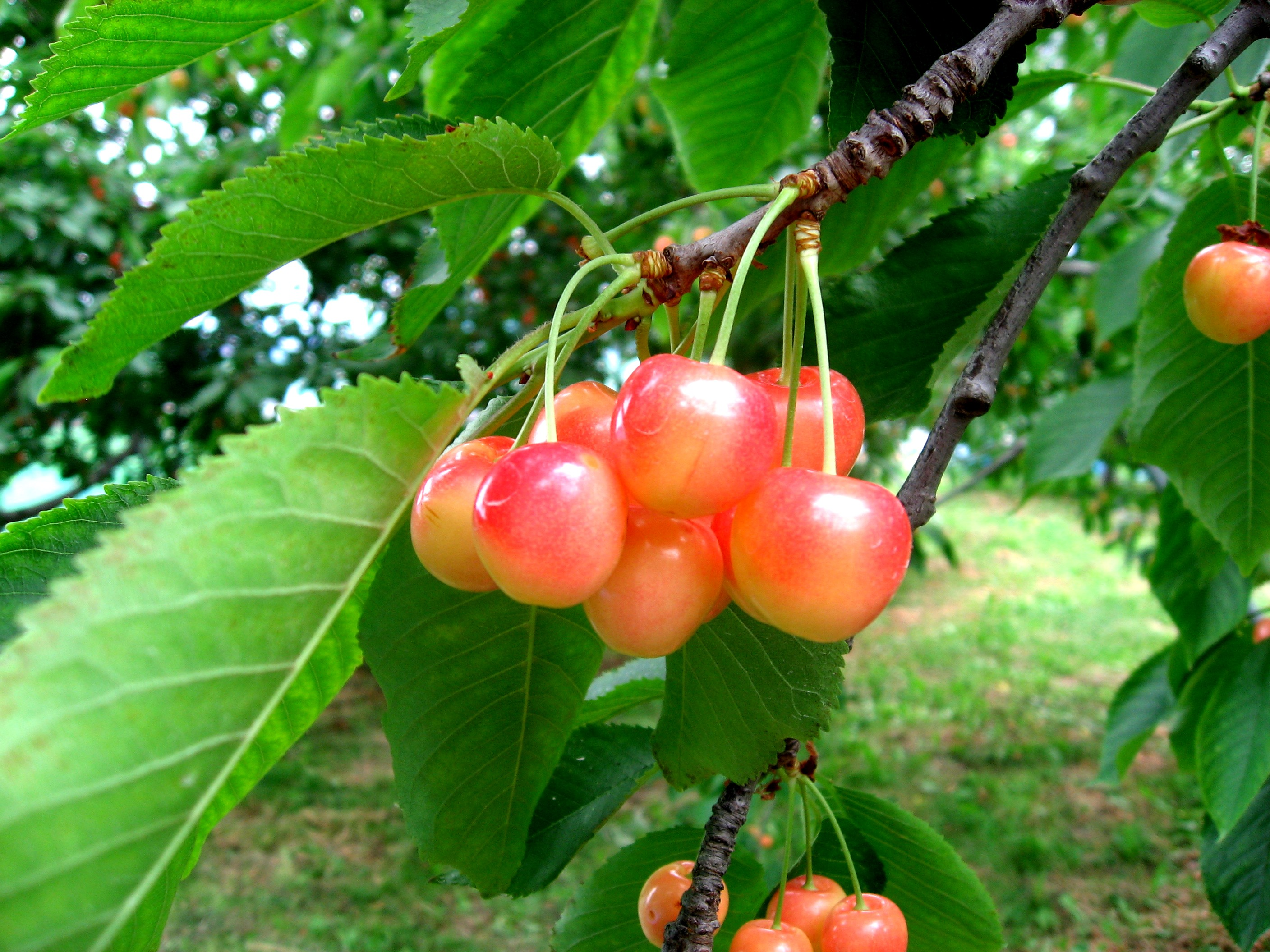
ダイアナブライト

大別すると果肉が白い白肉種と、赤い赤肉種がある。果肉は乳白色、クリーム色、黄色、赤色などあり、サクランボの品種によって色は異なる。日本で栽培されているサクランボは、そのほとんどが白肉種で、甘さと酸味を併せ持つ爽やかな味わいが特徴である。アメリカ合衆国やイタリアの栽培品種は赤肉種が多く、酸味は少なく甘味が強いのが特徴である。アメリカ合衆国産で日本へ輸入される大粒で色が濃いサクランボをまとめて「アメリカンチェリー」とよんでいて、「ビング」や「レーニヤ」といった品種がある。

### 早生種
高砂（たかさご）
アメリカ原産。収穫時期は6月中旬。元名はロックポートピカロー。受粉樹として栽培される。
ジャボレー
フランス原産。酸味が強く糖度が低い。ジャム、果実酒等の加工用。
紅さやか
山形県園芸試験場において昭和54年に佐藤錦とセネカ（1924年にニューヨーク州立農業試験場で育成された品種）の交雑により育成した品種。平成3年に品種登録された。ジャムやワイン等の加工用にも用いられる。
香夏錦
「佐藤錦」と「高砂」交配種。
正光錦（せいこうにしき）
福島県伊達市の佐藤正光氏が「香夏錦（こうかにしき）」の自然交雑実生を発見して育成した。品種登録されたのは1987年（昭和63年）。登録は株式会社福島天香園によって行われている。
日の出
甲斐ルビー
山梨県のオリジナル品種で、「紅てまり」と極早生品種の「豊錦」を掛け合わせ生まれた。2015年に品種登録されたばかりの新しい極早生の品種。

### 中生種
佐藤錦（さとうにしき）
国内で最も多く生産されている品種。1912年（大正元年）から16年かけ、ナポレオンと黄玉を交配してできた。1914年（大正3年）から市場に出荷され始めた。名前は交配育成した山形県東根市の佐藤栄助にちなんで1928年（昭和3年）に命名された。大粒で果汁が多く、果肉は乳白色で、甘味と酸味のバランスが良い。
北光（水門）
明治時代に北海道小樽市の農園で偶発実生として発見された。当初は農園主の名前から「藤野」と名付けられたが、のちに「北光」と命名された。
夕紅錦
レーニヤ（レイニヤ）
6月から7月ごろに旬を迎えるアメリカンチェリーの1品種で、アメリカンチェリーのほかの品種よりも果皮は明るい赤色をしている。

### 晩生種
ナポレオン
ヨーロッパ各国で栽培されている品種。名前はナポレオン・ボナパルトに由来し、彼の死後にベルギー王が命名したという。収穫時期は6月下旬。佐藤錦の受粉木として一緒に栽培されることが多い。完熟した果実は通好みとされ、非常に美味しい。海外ではロイヤル・アンの名称で呼ばれる。
紅秀峰（べにしゅうほう）
収穫時期は7月上旬。果実は大きくて皮の色が濃く、果肉はクリーム色でややかため。糖度は高くて甘く、豊産性で非常に優秀な品種。「佐藤錦」を種子親、「天香錦」を花粉親にして交配しており、1991年に品種登録された。
紅ゆたか
山形県園芸試験場において、1980年にビックと佐藤錦の交雑によって育成した品種。2000年に品種登録された。果実は極めて大きく、硬く、日持ちが良い。糖度は20度以上で甘く、果汁も多い。
天香錦
1960年に発見された偶発実生から育成された品種。果実の日持ちが非常に良く、果肉は硬い。1965年に命名。
紅てまり
南陽
収穫時期は7月上旬。（北海道は中旬以降）ハート形の断面の大型の果実で食味も優れる。他品種との開花が揃い、受粉環境の向く北海道で多く生産される。
大将錦
収穫時期は7月上旬。偶然発見された交雑種。果肉はかためで酸味が少ない。
月山錦（がっさんにしき）
収穫時期は6月中旬から7月下旬。元々は中国の大連で育成され、日本に持ち込まれた品種。色は黄色でとても甘いが、栽培が難しく、市場への流通はきわめて少ない。

## 産地

### 世界
世界の2005年のサクランボ（セイヨウミザクラ）生産量は、1,900キロトンである。その主な生産国と生産割合は次の通り。
| 順位 | 生産国         | 生産量    |
| ---- | -------------- | --------- |
| 1    | トルコ         | 260,000 t |
| 2    | アメリカ合衆国 | 250,000 t |
| 3    | イラン         | 224,000 t |
| 20   | 日本           | 18,400 t  |

### 日本
サクランボの生産地としては山形県が全国の収穫量の7割を占めており（その中でも山形県東根市は生産量日本一）、それに次ぐ北海道・青森県・山梨県を合わせた上位県で全国の9割以上を生産しているが、2014年度統計資料によると、他にも秋田県、福島県、群馬県、長野県で年産100トン以上、その他にも小規模の産地が点在し、20以上の都道府県で収穫実績がある。なお、累年統計をとっている都道府県は2016年発表資料現在、山形県と北海道のみであり、2010年までは青森県、2006年から2010年にかけては山梨県も統計を発表していた。
|          | 佐藤錦   | 佐藤錦 | 高砂   | 高砂   | サクランボ合計 | サクランボ合計 |
| 収穫量   | シェア   | 収穫量 | シェア | 収穫量 | シェア         |                |
| -------- | -------- | ------ | ------ | ------ | -------------- | -------------- |
| 山形県   | 12,100 t | 78%    | 261 t  | 33%    | 14,900 t       | 72%            |
| 青森県   | 1,140 t  | 7%     | 5 t    | 1%     | 1,630 t        | 8%             |
| 山梨県   | 752 t    | 5%     | 448 t  | 57%    | 1,350 t        | 6%             |
| 全国合計 | 15,500 t |        | 783 t  |        | 20,800 t       |                |

（出典：農林水産省統計部：農林水産統計データ2006年版）*ただし、2006年版は隔年統計の都道府県を含んでいない。

### 主な産地
- 北海道
  - 小樽市・余市郡（余市町・仁木町）
- 青森県
  - 南部町（旧名川町）
- 秋田県
  - 湯沢市
- 山形県
  - 東根市・寒河江市・天童市・南陽市・村山市・山形市・上山市
- 福島県
  - 福島市など
- 山梨県
  - 南アルプス市・山梨市
- 長野県
  - 松川町・飯田市・高森町 (長野県)

## 食用

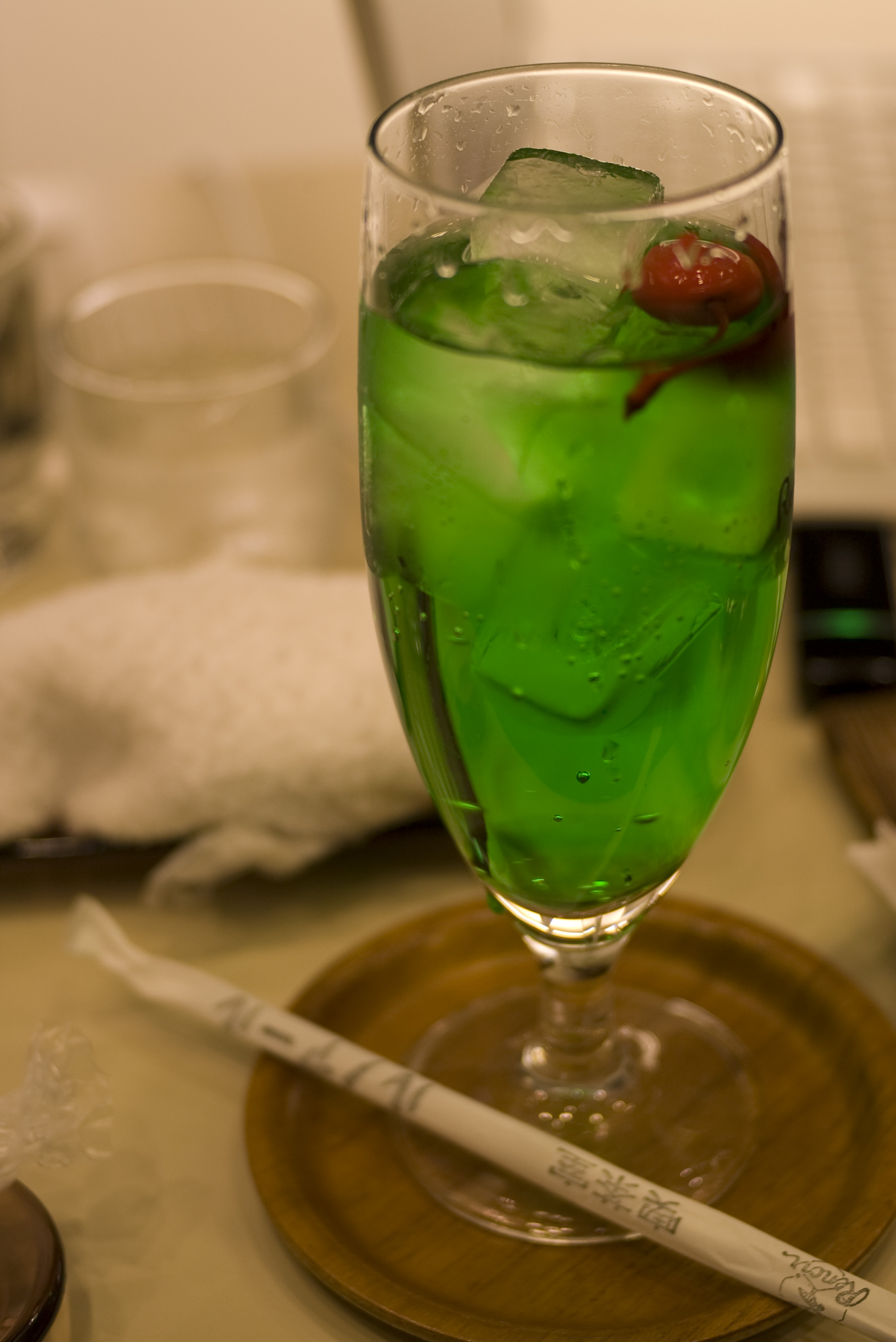
メロンソーダ（緑と赤の補色）

実は食用に供される。生食が可能だが種に毒性のあるアミグダリンが含まれるため、種は取り除くか吐き出すことが推奨される。チェリー・ピッターという果実から種を取り出すための専用器具も販売されている。
加工品としては、ジャムや実を砂糖漬け（もしくはシロップ漬け）にして水分を飛ばしたドレンチェリーやマラスキーノ・チェリー、また乾燥させたドライチェリーがあり、主にチェリーパイやキルシュトルテ等の洋菓子に用いられる。
缶詰などで販売されるシロップ漬けのものは、メロンソーダ・みつまめ・冷麦・杏仁豆腐などのトッピング、弁当の付け合せにされることがある。
サクランボを原料とした飲料としては果汁を利用したチェリーエードやチェリーコーク等の他、サクランボそのものを原料としたチェリーワインや、マラスキーノ、キルシュヴァッサー、チェリーウォッカ等のアルコール飲料がある。

## シンボル
- 県の木
  - 山形県（1982年（昭和57年）3月31日告示）。
- 市町村の木
  - 北海道余市郡仁木町
  - 山形県寒河江市
- 市町村の花
  - 山形県東根市

- 農業協同組合
  - 生産量全国一である東根市農業協同組合が愛称として「JAさくらんぼ東根」を称している。総合農協の公的な通称として特定の作物名が冠されるのは全国でもほかに例がない。

- 文学
  - 太宰治の遺体発見日である6月19日を「桜桃忌」と呼ぶ[17]。

## サクランボを題材にした楽曲
- 黄色いさくらんぼ - スリー・キャッツ、ゴールデン・ハーフによるカバー他
- さくらんぼの実る頃 - イヴ・モンタン、加藤登紀子他
- さくらんぼ - 大塚愛
- さくらんぼキッス 〜爆発だも〜ん〜 - KOTOKO